# Origin Energy
Origin Energy — австралийская энергетическая компания. Осуществляет снабжение газом и электроэнергией, ведёт добычу природного газа. Крупнейшим акционером является австралийский пенсионный фонд AustralianSuper (12,66 % акций). Компания была образована в 2000 году выделением из Boral

## История
Компания Boral была основана в 1946 году при участии California Texas Oil Company и первоначально занималась нефтепереработкой. Начиная с 1960-х годов Boral расширила сферу интересов в производство строительных материалов, газоснабжение и другие отрасли, став одним из крупнейших австралийских конгломератов. Экономический кризис в Австралии в конце 1990-х годов привёл к разделению Boral на две компании, производитель стройматериалов сохранил то же название, а энергетическое подразделение стало компанией Origin Energy.
В 2010 году было получено разрешение от властей Квинсленда на реализацию проекта Australia Pacific LNG. Проект включал создание предприятий для добычи метана угольных пластов методом гидроразрыва пласта и получение сжиженного газа для дальнейшего экспорта. Реализация проекта стоимостью 20 млрд долларов в партнёрстве с ConocoPhillips и Sinopec началась в 2012 году, экспорт начался в 2015 году.
В ноябре 2022 года было достигнуто соглашение о том, что Origin Energy будет выкуплена двумя инвестиционными компаниями, канадской Brookfield Corporation и американской EIG Global Energy Partners, первая приобретёт электроэнергетический бизнес, а вторая — долю в Australia Pacific LNG. Стоимость сделки составила 18,7 млрд долларов.

## Деятельность
В 2022/23 финансовом году компания обслуживала 4,5 млн клиентов, было реализовано 15,6 млрд кВт·ч электроэнергии. Собственные генерирующие мощности составляли 6,08 ГВт, из них 2,88 ГВт — крупнейшая в Австралии электростанция Эраринг, ещё 1,5 ГВт — контрактные поставщики электроэнергии (солнечные и ветряные электростанции).
Подразделения по состоянию на 2022 год:
- Energy Markets — производство электроэнергии на угольных и газовых тепловых электростанциях, снабжение населения и предприятий газом и электроэнергией, работает а штатах Новый Южный Уэльс, Виктория, Квинсленд и Южная Австралия, а также столичной территории, 93 % выручки;
- Octopus Energy — британская энергетическая компания, доля 20 %, остальное у Octopus Group[англ.];
- Integrated Gas — доля 27,5 % в компании Australia Pacific LNG (партнёры — ConocoPhillips и Sinopec), которая ведёт разведку и добычу природного газа, производство и экспорт сжиженного газа.

В списке крупнейших публичных компаний мира Forbes Global 2000 за 2023 год Origin Energy заняла 1787-е место.